# Ерофеевская
Ерофеевская — деревня в Харовском районе Вологодской области.
Входит в состав Кумзерского сельского поселения, с точки зрения административно-территориального деления — в Кумзерский сельсовет.
Расстояние по автодороге до районного центра Харовска — 53 км, до центра муниципального образования Кумзера — 4 км. Ближайшие населённые пункты — Воронино, Максимовская, Лысовская, Киевская.
По переписи 2002 года население — 14 человек.